# کرومات آهن (III)
کرومات آهن(III) (به انگلیسی: Iron(III) chromate) با فرمول شیمیایی Fe۲(CrO۴)۳ یک ترکیب شیمیایی با شناسه پاب‌کم ۲۱۹۰۲۶۹۰ است. که جرم مولی آن 459.671 g/mol می‌باشد. شکل ظاهری این ترکیب، پودر زرد است.